# Diadelia imitatrix
Diadelia imitatrix är en skalbaggsart som beskrevs av Stefan von Breuning 1939. Diadelia imitatrix ingår i släktet Diadelia och familjen långhorningar.
Artens utbredningsområde är Madagaskar. Inga underarter finns listade i Catalogue of Life.